# Microporella lepueana
Microporella lepueana är en mossdjursart som först beskrevs av Soule, Chaney och Morris 2004.  Microporella lepueana ingår i släktet Microporella och familjen Microporellidae. Inga underarter finns listade i Catalogue of Life.